# 托夫馬奇克河
托夫馬奇克河（烏克蘭語：Товмачик），是烏克蘭的河流，位於該國西部伊萬諾-弗蘭科夫斯克州，屬於普魯特河的支流，流經納德沃爾納亞區和科洛梅亞區，河道全長33公里，流域面積115平方公里。